# Dysphania pumilio
Dysphania pumilio là loài thực vật có hoa thuộc họ Dền. Loài này được (R.Br.) Mosyakin & Clemants mô tả khoa học đầu tiên năm 2002.